# Kabarett Knobi-Bonbon
Das Kabarett Knobi-Bonbon, bisweilen auch Knobi-Bonbon Kabarett oder nur kurz Knobi-Bonbon, war eine 1986 in Ulm zunächst als Zwei-Mann-Kabarett gegründete Kabarettbühne. Sie war das erste von türkischen Kabarettisten initiierte deutschsprachige Kabarett in Deutschland überhaupt und beschäftigte sich vornehmlich mit Einwandererthemen. 
Knobi-Bonbon gewann 1988 den Deutschen Kleinkunstpreis und bestand bis 1997. Die Gründer des Knobi-Bonbon-Kabaretts sind Şinasi Dikmen und Muhsin Omurca.